# Белл, Колин (английский футболист, 1961)
Колин Белл (англ. Colin Bell; род. 5 августа 1961, Лестер) — английский футболист, игравший на позиции защитника; тренер.

## Карьера
Родился в Лестере. Значительной игровой карьеры не имел. Не сумев пробиться в состав клуба «Лестер Сити», уехал в Германию, где играл за команды низших лиг из Хамма, Падерборна («Тус Шлос Нойхаус») и Бад-Хоннефа, после чего перешёл в «Майнц 05». Вместе с «Майнцем» вышел во Вторую Бундеслигу, где в сезоне 1988/89 сыграл в 19 матчах.
В 1989 году начал тренерскую карьеру. Работал в ряде немецких команд как главным тренером, так и ассистентом. Тренировал вторую команду «Майнца» в то время, когда главным тренером основной команды был Юрген Клопп. В «Кобленце» также возглавлял молодёжную структуру клуба и тренировал команды игроков до 19 и до 23 лет. С 2011 года — в женском футболе. В апреле стал главным тренером команды женской Бундеслиги «07 Бад-Нойенар» из города Бад-Нойенар-Арвайлер, после чего, 1 июля 2013 года, подписал контракт с «Франкфуртом». На посту главного тренера франкфуртской команды находился до конца 2015 года, когда было принято решение расторгнуть соглашение по обоюдному согласию. Под руководством Белла «Франкфурт» в 2014 году выиграл Кубок Германии и стал вице-чемпионом страны (уступив 1-е место «Вольфсбургу», в заключительном туре потерпев от него поражение со счётом 1:2, решающий мяч был забит в конце матча), а в следующем году стал победителем Лиги чемпионов.
В 2016 году тренировал норвежскую команду «Авальдснес» из провинции Ругаланн. В июле, по ходу сезона, в котором «Авальдснес» занимал 2-е место в чемпионате, Белл покинул команду по семейным обстоятельствам, вернувшись в Германию, где перед началом чемпионата Бундеслиги возглавил команду «Занд» из Вильштета. Контракт был рассчитан на 3 года, при этом предусматривалась возможность ухода тренера при поступлении ему предложения возглавить какую либо из сборных. В феврале 2017 года Белл покинул «Занд» и возглавил женскую сборную Ирландии, сменив на этом посту Сьюзан Ронан. Под руководством Белла команда провела 22 матча, в отборочном турнире к чемпионату мира 2019 года заняла в своей группе 3-е место вслед за Норвегией и Нидерландами. 29 июня 2019 года стало известно о том, что Белл покидает команду и переходит в английский клуб «Хаддерсфилд Таун» на должность помощника главного тренера Яна Зиверта.
В октябре 2019 года возглавил женскую сборную Республики Корея, сменив Чхве Джин Чхоля и став первым иностранцем на этой должности. На Кубке Азии 2022 кореянки заняли 2-е место, что стало для них лучшим результатом в истории. Весной 2023 года Белл продлил контракт со сборной до конца 2024 года, независимо от результатов выступления на чемпионате мира 2023 (ранее продлевал контракт в феврале 2021 года).

## Достижения
тренер в женском футболе
- Победитель Лиги чемпионов УЕФА: 2014/15
- Обладатель Кубка Германии: 2013/14
- Вице-чемпион Германии: 2013/14
- Финалист Кубка Азии по футболу: 2022